# Cliff Allison
Cliff Allison (ur. 8 lutego 1932 w Brough, zm. 7 kwietnia 2005 w Brough) – brytyjski kierowca wyścigowy. 

## Życiorys
Zadebiutował w wyścigu o Grand Prix Monako 18 maja 1958 roku. Po raz ostatni wystąpił w wyścigu o Grand Prix Belgii 18 czerwca 1961 roku. Allison jazdę w Formule 1 łączył z jazdą w innych seriach wyścigowych np. w Formule 2. Jeździł w zespole Lotus u boku Grahama Hilla i zdobył pierwsze punkty dla zespołu podczas GP Belgii. Jeszcze w tym samym roku przeszedł do zespołu Scuderia Centro Sud. W 1959 zespół Ferrari zaproponował mu aby przeszedł do ich zespołu, ten się zgodził i jeździł w nim 2 lata (6 wyścigów). Jego ostatnim zespołem był British Racing Partnership z którym to wystartował tylko raz.
Cliff Allison w wyścigu o Grand Prix Belgii 18 czerwca 1961 roku doznał poważnego wypadku- jechał zbyt szybko i na zakręcie Blanchimont doznał poważnego wypadku w którym złamał obie nogi. Po tym incydencie wycofał się z rywalizacji i zakończył karierę.

## Statystyki
| Sezony | Zgł. | Starty | PKT | Najwyższa pozycja (mistrzostwa) | P1 | P2 | P3 | Punkt. | PP | NO | NS | DK | Zespoły |
| ------ | ---- | ------ | --- | ------------------------------- | -- | -- | -- | ------ | -- | -- | -- | -- | ------- |
| 4      | 18   | 16     | 11  | 12                              | 0  | 1  | 0  | ?      | 0  | 0  | 2  | 6  | 4       |